# Adam Vella
Adam Vella, född 12 juni 1971 i Melbourne, är en australisk sportskytt.
Han tävlade i olympiska spelen 2004, 2012 samt 2016 och blev olympisk bronsmedaljör i trap vid sommarspelen 2004 i Aten.